# 伊達弘
伊達 弘（だて ひろし、1931年8月22日 - 2021年11月20日）は、日本の俳優、殺陣師。本名：和田 弘。
京都府出身。同志社大学中退。ダテ企画に所属していた。

## 来歴・人物
1954年、東映ニューフェイス2期生としてデビュー。
俳優として活動以外にキャスティングマネージャーとしても活動している。
身長168cm。体重67kg。血液型AB型。
趣味はゴルフ、歌唱、博打。特技は日本舞踊、殺陣（指導）、カーアクション、乗馬、手本引、盃の指導。

## 出演作品

### 映画
- 風来坊探偵 赤い谷の惨劇（1961年） - 男
- やくざの歌（1963年）
- 暗黒街大通り（1964年） - 刺客
- 虹をつかむ恋人たち（1965年） - 野次馬
- 網走番外地シリーズ
  - 網走番外地（1965年）
  - 続 網走番外地（1965年）
  - 網走番外地 望郷篇（1965年） - 鉄
  - 網走番外地 荒野の対決（1966年） - 牧夫
  - 網走番外地 大雪原の対決（1966年） - 乾分
  - 網走番外地 決斗零下30度（1967年） - スキー帽の子分
  - 網走番外地 吹雪の斗争（1967年） - 男
  - 新網走番外地 吹雪の大脱走（1971年） - 囚人
- 昭和残侠伝 唐獅子牡丹（1966年） - 子分
- あばずれ（1966年） - チンピラ
- 昭和残侠伝 一匹狼（1966年） - 賭場の壷振り
- ギャングの帝王（1967年） - 寺井
- 侠骨一代（1967年） - 衛兵
- 博徒解散式（1968年） - 子分
- 代貸（1968年） - 中西の子分
- 人生劇場 飛車角と吉良常（1968年） - サブ
- 現代やくざシリーズ
  - 現代やくざ 与太者の掟（1969年） - 杉山
  - 現代やくざ 与太者仁義（1969年）
  - 現代やくざ 人斬り与太（1972年） - 川辺
- 妖艶毒婦伝 人斬りお勝（1969年） - 粂次
- 夜の歌謡シリーズ 悪党ブルース（1969年） - ブルー・シルクのバーテン
- 妖艶毒婦伝 お勝兇状旅（1969年） - 岩崎左内
- 不良番長シリーズ
  - 不良番長 どぶ鼠作戦（1969年） - テル
  - 不良番長 口から出まかせ（1970年） - ベイビー
  - 不良番長 手八丁口八丁（1971年） - 浅太郎
  - 不良番長 突撃一番（1971年） - フェリーの客
- 日本暴力団 組長と刺客（1969年） - 波川
- 昭和残侠伝 死んで貰います（1970年） - 駒井の子分
- 新宿の与太者（1970年） - 城山
- やくざ刑事 俺たちに墓はない（1971年） - 芸能記者
- 麻薬売春Gメン（1972年） - 永井刑事
- やくざと抗争（1972年） - 大木戸組組員
- 銀蝶流れ者 牝猫博奕（1972年） - ジョージ
- 女囚さそりシリーズ
  - 女囚さそり 第41雑居房（1972年） - 若い男
  - 女囚さそり けもの部屋（1973年） - 鮫島興業の子分
  - 女囚さそり 701号怨み節（1973年） - 支配人
- 非情学園ワル（1973年） - バーテン
- ボディガード牙（1973年） - 石持
- 温泉おさな芸者（1973年） - 馬島
- 実録 私設銀座警察（1973年） - 三国人
- 海軍横須賀刑務所（1973年） - 新兵
- 前科おんな 殺し節（1973年） - 大島
- 暴力街（1974年）
- 色情トルコ日記（1974年） - 客
- 従軍慰安婦（1974年） - 九江の上等兵
- 直撃! 地獄拳（1974年） - 看守長
- 安藤組外伝 人斬り舎弟（1974年） - 小西
- 横浜暗黒街 マシンガンの竜（1976年）
- 子連れ殺人拳（1976年） - 柴田
- キンキンのルンペン大将（1976年） - パトロール
- お祭り野郎 魚河岸の兄弟分（1976年） - 赤目
- 河内のオッサンの唄（1976年） - 闘鶏の客
- 卒業五分前 群姦（リンチ）（1977年） - 木内 ※伊達弘国名義
- 紅夜夢（1983年） - やくざ
- 海燕ジョーの奇跡（1985年）
- 遠くて近い友（1996年）
- シャ乱Qの演歌の花道（1997年）
- 親分はイエス様（2001年）
- 修羅のみち6 血染めの海峡（2003年）

### テレビドラマ
- 白馬童子（1960年）
- 天下の暴れん坊 猿飛佐助（1961年）
- ナショナルキッド 第27話「地底魔城 第五回」（1961年） - 御用聞
- 少年ケニヤ
  - 第4話（1961年） - ポロ族
  - 第13話（1961年） - マサイ族
  - 第35話（1961年） - 突撃隊隊員
  - 第36話（1962年） - 突撃隊隊員
- 0の眼（1963年）
- ある勇気の記録（1966年）
- 忍者ハットリくん+忍者怪獣ジッポウ（1967年）
  - 第2話「ジッポウ君大失敗!!」
  - 第9話「山賊ぞくぞく出て来たでござる」 - 山賊
  - 第12話「江戸城へモグルでござる」 - 警官
- キャプテンウルトラ 第19話「神話怪獣ウルゴンあらわる!!」（1967年） - 見張り
- とぼけた奴ら（1967年）
- ジャイアントロボ 第17話「赤富士ダムを破壊せよ」（1968年）
- 河童の三平 妖怪大作戦 第25話「地獄ころがし 前編」（1969年） - 石塚源波
- プレイガールシリーズ
  - プレイガール
    - 第1話「男無用の女ども」（1969年）
    - 第10話「女心に手錠をかけて」（1969年）
    - 第46話「銀嶺の対決」（1970年）
    - 第47話「死骸にかたくくちづけを」（1970年）
    - 第52話「鉄火肌けんか仁義」（1970年）
    - 第57話「死んでも裸は離さない」（1970年）
    - 第58話「女一匹恋狂い」（1970年）
    - 第75話「男殺し裸の牝猫」（1970年）
    - 第90話「おんな勝負の賭けどころ」（1970年）
    - 第96話「殺しやわ肌仁義」（1971年）
    - 第101話「男殺し二匹の牝犬」（1971年）
    - 第126話「暴力教師罷り通る」（1971年） - ヒロシ
    - 第129話「凄さ世界一の女」（1971年）
    - 第133話「嘘でくるめた恋だけど」（1971年）
    - 第134話「東京が駄目なら京都の恋で」（1971年）
    - 第148話「蝶々・新伍の"とめてくれるなおっ母さん"」（1971年）
    - 第158話「暴力教師暴発す!」（1971年）
    - 第161話「真夜中の技くらべ」（1972年）
    - 第174話「怪談 あの世から来た三度笠」（1972年）
    - 第188話「ギャングが女湯に入ってきた」（1972年） - 庄司
    - 第191話「女の仁侠」（1972年）
    - 第194話「荒野の女七人」（1972年）
    - 第205話「吹雪に挑んだ流れ医者」（1973年） - 佐東
    - 第209話「猟奇世界一の女」（1973年）
    - 第215話「港町の風俗巡査」（1973年）
    - 第218話「夜歩く死美人」（1973年）
    - 第220話「真夜中の腕くらべ」（1973年）
    - 第229話「海底の全裸死美人」（1973年） - 黒川
    - 第235話「裸女よパリを見て死ね!」（1973年）
    - 第241話「女は裸で七変化」（1973年） - 中盆
    - 第246話「スター歌手殺人事件」（1973年）
    - 第252話「銀嶺に燃える裸女」（1974年）
    - 第259話「女心を人質に」（1974年）
    - 第260話「殺しの合図は銀の鈴」（1974年） - サブ
    - 第270話「女の武器は濡れた肌」（1974年） - 伊達
    - 第287話「男見るべからず プレイガール最後の決闘」（1974年） - 達伊

  - プレイガールQ
    - 第3話「燃えよ! 女番長」（1974年） - 芝川
    - 第5話「ハイティーン残酷私刑」（1974年）
    - 第16話「ゴルフ場の謎の怪事件」（1975年） - 中津
    - 第21話「ミステリー桜島に消えた男」（1975年）
    - 第29話「南国恐妻ピンク旅行」（1975年）
    - 第31話「札束と女とギャング」（1975年） - 辻川
    - 第32話「女は裸で虚々実々」（1975年） - 仔分
    - 第34話「恐怖のタレント失踪事件」(1975年)
    - 第45話「風に逆らうメス狼」（1975年） - 馬場
    - 第47話「抱いた札束裸で消えた」（1975年） - 浜口
    - 第49話「ポルノ女優連続殺人事件」（1975年）
    - 第49話「社長桃色漫遊記」（1975年） - 殺し屋B
    - 第55話「娘たちは裸で燃える」（1975年） - 池原
    - 第62話「初笑い! 裸でびっくりお色気合戦」（1976年）※ノンクレジット
    - 第63話「女ごろし裸の手配師」（1976年） - 石山
    - 第65話「銀嶺に燃える初夜の肌」（1976年） - バーテン
    - 第67話「殺しを呼んだ女の柔肌」（1976年）※ノンクレジット
    - 第68話「女は裸で命を守る」（1976年） - 刑事
- 江戸川乱歩シリーズ 明智小五郎（1970年）
  - 第3話「黄金仮面」
  - 第7話「二つの顔の男 猟奇の果より」
  - 第11話「復讐鬼 黄金仮面」
- キイハンター
  - 第125話「悪党! 黄金の大雪渓を行く」（1970年）
  - 第161話「荒野の列車大襲撃作戦」（1971年）
  - 第178話「南の国ヘアヌードで新婚珍道中」（1971年）
  - 第183話「九ちゃんのスパイ大作戦」（1971年）
  - 第221話「旅券001は必死の番号!」（1972年）
- 非情のライセンス 第1シリーズ 第11話「兇悪の腕」（1973年） - ブローカー
- アイフル大作戦 第18話「キャーッ!夏休みキャンプお化け大会」（1973年）
- バーディー大作戦 第1話「連続ピストル強盗団」（1974年）
- 大盗賊 第7話「忠治を罠にかけろ!」（1974年）
- 傷だらけの天使 第3話「ヌードダンサーに愛の炎を」（1974年）
- Gメン'75
  - 第16話「Gメン皆殺しの予告」（1975年） - 強盗犯
  - 第24話「二人組警官ギャング」（1975年） - 潮興業の男(札束を数える男)
  - 第137話「'78新春大脱獄!」（1978年） - 工事現場監督
  - 第151話「覗き魔は猫背の男」（1978年）
  - 第171話「太平洋大捜査網」（1978年）
  - 第175話「香港空手対Gメン」（1978年）
  - 第181話「宮の森交番21時の出来事」（1978年） - 密売人
  - 第185話「津軽海峡を渡る片足の男」（1978年）
  - 第186話「青函連絡船の殺し屋」（1978年） - ラーメン屋台の親父
  - 第189話「危機一髪! お年玉爆弾カメラ」（1979年） - 滝川
  - 第193話「網走刑務所吹雪の大脱走」（1979年） - 網走刑務所刑務官
  - 第196話「東京発ひかり157号のトリック」（1979年） - ラーメン屋
  - 第201話「Gメン対香港カラテ軍団」（1979年）
  - 第203話「また逢う日まで 速水涼子刑事」（1979年） - 加賀美健
  - 第207話「婦人警官連続射殺事件」（1979年）
  - 第214話「ニューカレドニア大追跡」（1979年） - ディスコ店長
  - 第221話「海抜3170米の空中ブランコ」（1979年）
  - 第222話「大暴走! バスジャック」（1979年） - 記者
  - 第227話「Gメン対香港の人喰い虎」（1979年） - 運び屋
  - 第232話「幽霊殺人」（1979年） - コールガールに声を掛けた男
  - 第235話「師走のトリック殺人」（1979年） - 影山宅にいた男
  - 第237話「カーアクション強盗団」（1979年） - 銀行のガードマン
  - 第244話「女教師の殺人!」（1980年） - 綾部健一のマネージャー
  - 第252話「15年前の女の死体」（1980年） - テレビ・プロデューサー
  - 第255話「女が掘った落とし穴」（1980年） - レストラン店長
  - 第260話「悪魔の結婚式」（1980年）※出演シーンカット
  - 第265話「死化粧の女」（1980年） - 小型船船長
  - 第272話「東京-神戸 電話殺人」（1980年） - 弁当屋の親父
  - 第286話「スカート切り裂き魔」（1980年） - 吹雪刑事とすれ違う男 ※ノンクレジット
  - 第291話「女たちの殺人忘年会」（1980年） - 麻薬取引の犯人
  - 第295話「午前6時の通り魔」（1981年） - ラーメン屋台主人
  - 第296話「雪の夜に悪魔が生んだ赤ん坊」（1981年） - 男
  - 第297話「ラッシュアワーに動く指」（1981年） - おでん屋台主人
  - 第298話「ヌードカメラマン殺人事件」（1981年） - ホストクラブ店長
  - 第302話「露天風呂に浮かんだ白い死体」（1981年）※出演シーンカット
  - 第313話「聖女たちの殺人トリック」（1981年） - バンドマネージャー
  - 第316話「赤い千円札で煙草を買う男」（1981年） - 麻薬組織の幹部
  - 第317話「'81サマーサスペンスシリーズ 女の裏窓24時間」（1981年） - スリ
  - 第321話「キャンピングカーに乗った鬼婆」～ 第322話「キャンピングカーに乗った鬼婆 PART2」（1981年） - 笠井
  - 第334話「茶碗にテープを貼る変な泥棒」（1981年）※出演シーンカット
  - 第337話「荒れる中学生終電車殺人事件」（1981年）※出演シーンカット
  - 第343話「'82オートバイに乗った暗殺者たち」（1982年） - オートバイ修理工場長
- 新宿警察（1975年 - 1976年）
- ザ・カゲスター 第13話「ドクターサタンの世界征服作戦!!」（1976年） - 記者
- 刑事くん 第5部（1976年）
- *第10話「純白のハンカチ」
  - 第19話「何をためらう若い日に」
  - 第25話「愛ある追跡」
- 七人の刑事 第3シーズン 第9話「銃殺命令」（1978年）
- 太陽にほえろ!
  - 第328話「待ち合わせ」（1978年） - 竜神会幹部
  - 第364話「スニーカー刑事登場!」（1979年） - 竜神会幹部
  - 第483話「落し穴」（1981年）※伊達弘国名義
  - 第543話「すりへった靴」（1983年） - 田所（竜神会幹部）
- 大空港 第15話「新任警部登場 狂気のバス爆破!」（1978年）
- 土曜ワイド劇場
  - 白銀の死闘（1979年）
  - おかしな二人 第2作「能登金剛殺人慕情! 金沢・和倉温泉から消えた謎の女」（2002年）
- ザ・スーパーガール（1979年、12ch / 東映）
  - 第19話「裸で狼の群れと闘え」
  - 第20話「女の命は裸で守れ」
- 同心暁蘭之介 第34話「怨みの錦絵」（1982年）※伊達弘国名義
- 大江戸捜査網 第482話「子の刻参上! 帰って来た鼠小僧」（1983年）
- 火曜サスペンス劇場 / 木に登る犬（1983年）
- 昨日、悲別で 第7話（1984年）※伊達弘国名義
- 遊びじゃないのよ、この恋は 第1話「ほれた男が問題なのよ」（1986年）
- 不倫の恋日記 第3話（1988年）
- お姉さんの朝帰り（1994年）
- 月曜ゴールデン / 検事・沢木正夫 第2作「公訴取り消し」（2006年） - 久能十一郎
- 真夜中のマーチ（2007年）

### オリジナルビデオ
- 世紀末博狼伝サガI、II（1997年）※手本引指導も担当
- 昭和名侠伝・平田勝市

## その他
- 江戸川乱歩シリーズ 明智小五郎（1970年）※擬斗
- キイハンター（1968年 - 1973年）※擬斗
- プレイガール（1969年 - 1974）※擬斗
- 江戸川乱歩シリーズ 明智小五郎（1970年）※擬斗
- バーディー大作戦（1974年 - 1975年）※擬斗
- Gメン'75（1975年 - 1982年）※擬斗
- ベルサイユのトラック姐ちゃん（1976年）※擬斗
- 5年3組魔法組（1976年 - 1977年）※擬斗
- 結婚案内ミステリー（1985年）※擬斗（清水照夫と共同）
- 金曜エンタテイメント 女優 夏木みどりシリーズ 第4作 「悪女伝説殺人事件」（1992年）※キャスティング